# Sondersdorf
Sondersdorf (en alsacià Sungerschderf) és un municipi francès, situat a la regió del Gran Est, al departament de l'Alt Rin. L'any 2004 tenia 344 habitants.

## Demografia
| 1962 | 1968 | 1975 | 1982 | 1990 | 1999 |
| ---- | ---- | ---- | ---- | ---- | ---- |
| 282  | 297  | 296  | 307  | 300  | 417  |

## Administració
| Període   | Identitat     | Partit |
| --------- | ------------- | ------ |
| 1980-2001 | Francis Blind |        |
| 2001-     | Pierre Blind  |        |